# Expo Hall
L'Expo Hall est une salle polyvalente située à Tampa en Floride.
D'une capacité de 11 000 places, il a été le domicile du Lightning de Tampa Bay dès la première année d'existence de l'équipe dans la LNH, au cours de la saison 1992-1993.